# Vlkov (okres České Budějovice)
Vlkov (německy Wilkow) je obec ležící v okrese České Budějovice, kraj Jihočeský, zhruba 16 km ssv. od Českých Budějovic, uprostřed lesů při severním okraji rozlehlé Poněšické obory. Žije zde 49 obyvatel. Do katastrálního území obce zasahuje evropsky významná lokalita Hlubocké obory a stejnojmenná ptačí oblast.
V roce 2010 byl Vlkov s 18 obyvateli vůbec nejmenší obcí ČR podle počtu obyvatel. Toto prvenství již ztratil, stále však patří mezi obce v Česku s nejnižším počtem obyvatel.

## Historie
První písemná zmínka o vsi pochází z roku 1443 (… bratřie z Wlkowa jdúc ze Šewětína…). Po zrušení poddanských vztahů k panství Hluboká nad Vltavou byl Vlkov v letech 1850 až 1923 součástí obce Dobřejovice, poté až do roku 1964 samostatnou obcí. Od 14. června 1964 ves spadala nejprve pod obec Drahotěšice, od poloviny roku 1975 pak tvořila část obce Ševětín. Status obce Vlkov znovu nabyl ke 24. listopadu 1990.

## Galerie

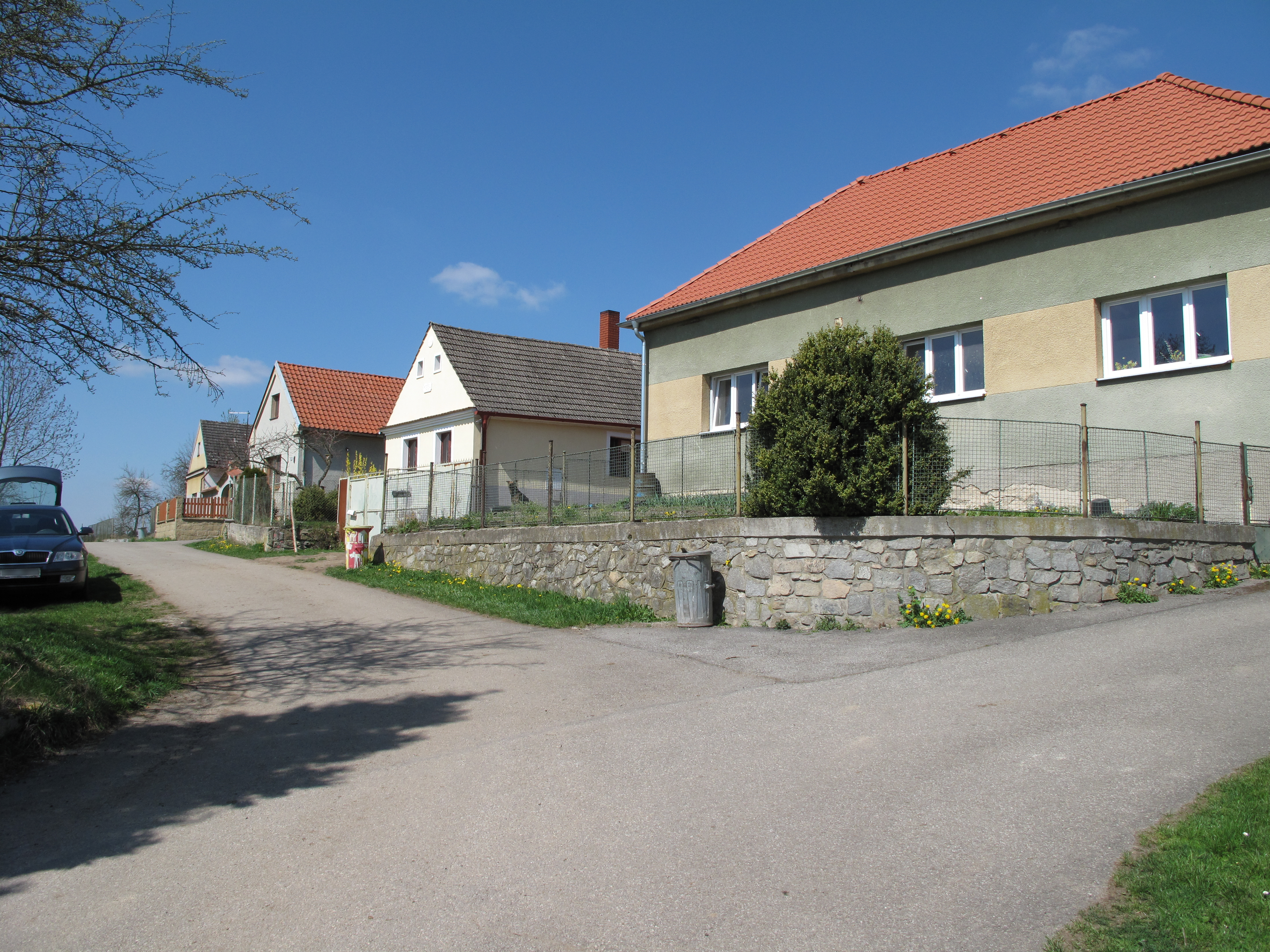
Domy
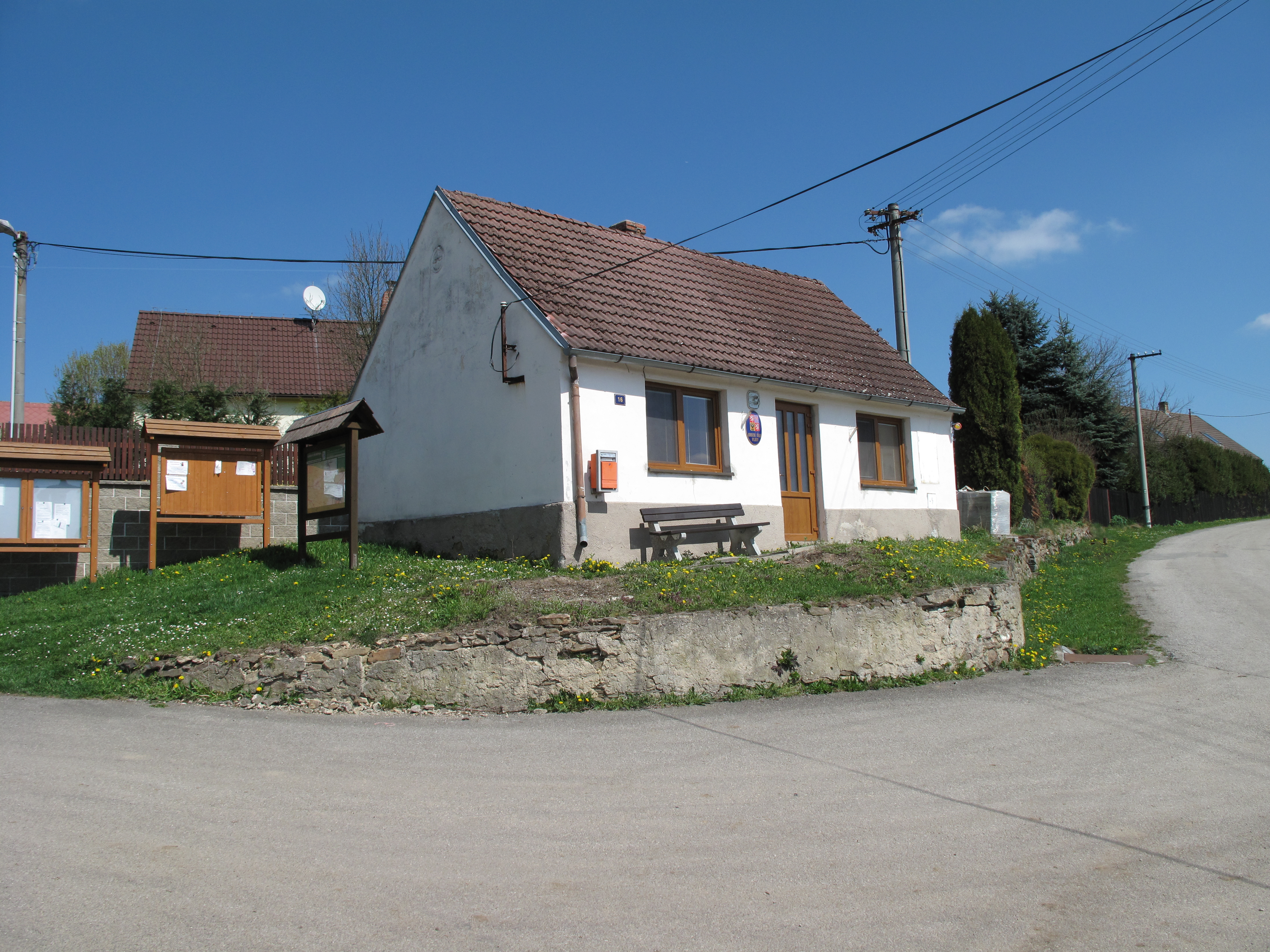
Obecní úřad
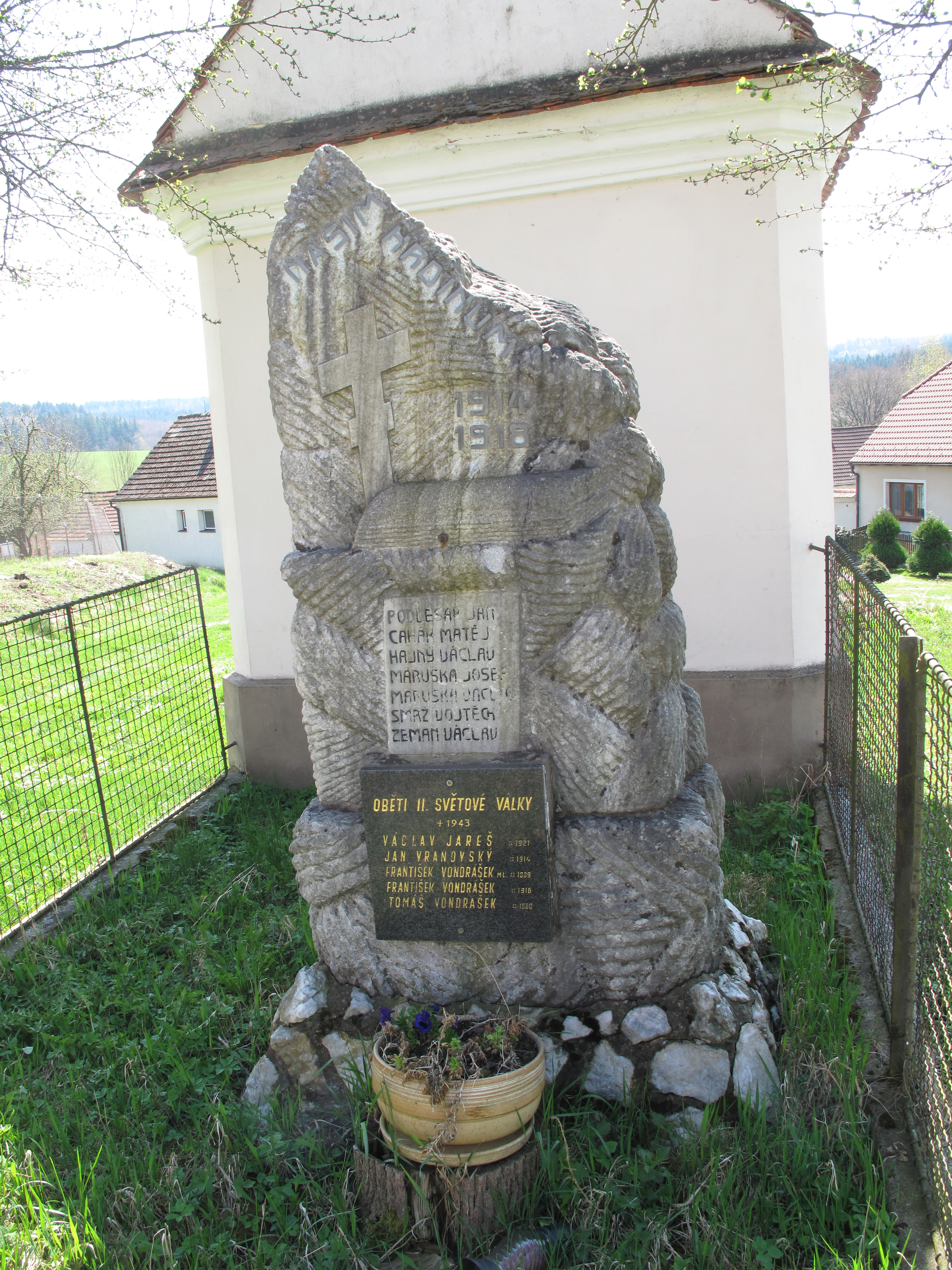
Pomník padlým
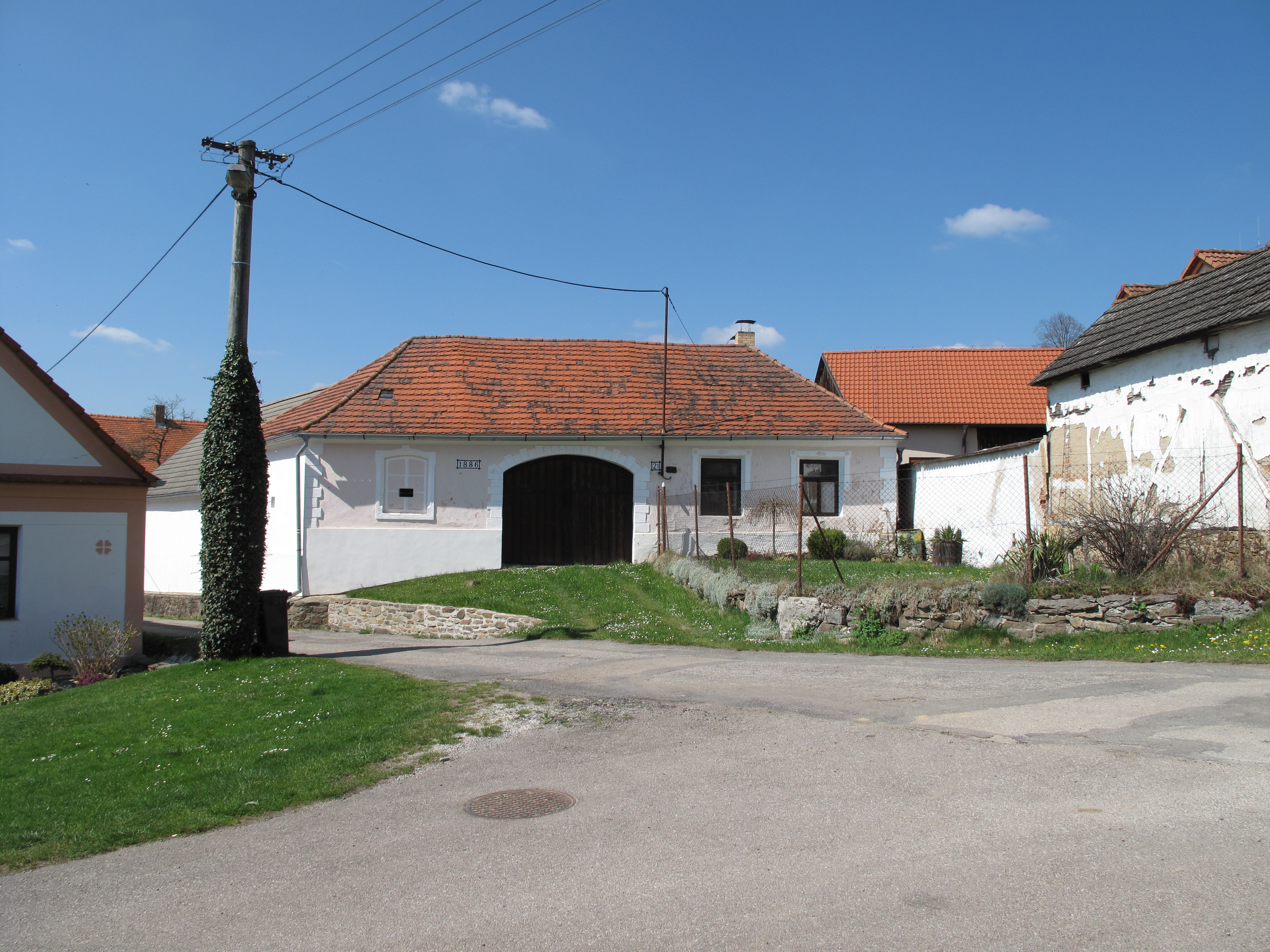
Statek